# Ladaniva
Ladaniva är en fransk-armenisk musikgrupp ursprungligen från Lille bestående av Jaklin Baghdasaryan och Louis Thomas. Ladaniva  representerade Armenien i Eurovision Song Contest 2024 med låten "Jako".